# Хероји (албум Индире Радић)
Хероји је четрнаести по реду албум у каријери Индире Радић и седми који је издала за Гранд продукцију. Остала је верна тиму са којим је сарађивала претходних година, а на чијем је челу Горан Ратковић. За њен стајлинг су били задужени Бата Спасојевић и Жаклина Марјановић, позната као дугогодишњи стилиста Лепе Брене. За песме Хајде сестро, Хероји и Пије ми се, пије снимљени су видео–спотови. Спот за песму Пије ми се, пије је први српски спот у коме је приказан пољубац два мушкарца, док је песма Хероји изабрана за поп-фолк хит године у Хрватској.

## Песме
На албуму се налазе следеће песме:
1. Мазохизам 3.30 
(музика: Г. Ратковић - текст: М. Богосављевић - аранжман: Г. Ратковић)
2. Хајде сестро (дует са Ксенијом Пајчин) 3.54 
(Г. Ратковић - М. Богосављевић - С. Трајковић)
3. Хероји 3.53 
(Џ. Селимагић и Г. Ратковић - М. Богосављевић - М. Анђелковић и Г. Ратковић)
4. Ако ме заволиш 4.05 
(Б. Васић - Ј. Трифуновић - Б. Васић)
5. Овај живот час пролети 3.17 
(С. Трајковић - Б. Стојановић - С. Трајковић)
6. На трапезу локалног циркуса 4.00 
(Г. Ратковић - М. Богосављевић и В. Милосављевић - Г. Ратковић)
7. У добру и у злу 3.19 
(А. Авакс - М. Богосављевић - А. Авакс)
8. Пије ми се 3.34 
(Г. Ратковић - М. Богосављевић - С. Трајковић)
9. Београд спава 3.17 
(Д. Ђурић - С. Грујић - М. Анђелковић)